# LeAnn Rimes
LeAnn Rimes, née le 28 août 1982 à Pearl (dans le Mississippi), est une chanteuse populaire de musique country américaine.
Elle s’est fait connaitre en 1996 avec son 1er album country Blue, qui devient multi disque de platine, tout en enregistrant Look Into Your Eyes, pour la bande originale du long métrage d’animation Excalibur, l'épée magique (1998) et Written In the Stars en duo avec Elton John, pour la comédie musicale Aïda de cet artiste (1999).
Après plusieurs opus à succès aux États-Unis, elle devient une star mondiale grâce aux singles Can't Fight The Moonlight et But I Do Love You, extraits du film Coyote Girls paru en 2001, où elle fait également une apparition,,,.
Son ascension se poursuit avec Life Goes On, issu de son album Twisted Angel (2002) ; We Can, pour la bande originale du film La blonde contre-attaque en 2003 ; et un album de Noël, What a Wonderful World (2004), qui se classe à la 3e place des meilleures ventes aux États-Unis.
En parallèle, elle apparait sur plusieurs projets incluant Last Thing on My Mind de Ronan Keating (2004), Till We Ain't Strangers Anymore de Bon Jovi (2007) ou encore When You Love Someone Like That de Reba McEntire (2007).
Elle est également actrice et a joué dans les productions filmiques telles que Coyote Girls (2000), Mystère au Grand Nord (2009), Good Intentions (2010), Un cœur à l'hameçon (2011), Logan Lucky (2017) et Coup de foudre sur une mélodie de Noël (2018).
En 2020, elle remporte la 4e saison de l'émission Masked Singer.
Au total, elle a classé plus de 40 singles dans le Billboard Hot 100, a reçu plusieurs récompenses et a vendu plus de 37 millions de disques,,,.

## Biographie
LeAnn Margaret Rimes naît le 28 août 1982 à Pearl, dans le Mississippi.
Elle fait pour la première fois son apparition sur la scène musicale américaine à l'âge de 12 ans en 1994 et connaît déjà un premier succès auprès du public avec l'album country Blue. Elle se démarque des autres notamment par la beauté et l'originalité de son timbre de voix. Blue connaîtra un succès immédiat, puisque dès la première semaine de sa sortie, 123 000 albums seront vendus, pour atteindre désormais les 8 millions,.
Au fil des ans, sa popularité ne cesse de croître et elle sera réellement connue du grand public (international) grâce à la chanson How Do I Live, qui, bien qu'ayant été interprétée par Trisha Yearwood pour la bande originale du film Les Ailes de l'enfer, sera un énorme succès auprès du public en se classant numéro 2 aux charts américains,. LeAnn Rimes possède en outre avec cette chanson, le record de la durée dans le palmarès du Billboard, puisqu'en effet le titre y restera pendant près de 70 semaines, tout en marquant ainsi de son empreinte l'histoire musicale des États-Unis.
En 1999, elle apparaît aux côtés de Whitney Houston, Brandy, Cher, Tina Turner et Mary J. Blige, lors du concert caritatif Divas Live 1999.
La chanteuse possède d'autres succès internationaux, comme Can't Fight The Moonlight (chanson thème du film Coyote Girls dans lequel LeAnn Rimes fait une brève apparition), et I need you (connu grâce au téléfilm Jésus). En parallèle, elle apparaît sur le titre Cattle Cat de l'opus Seven Decades Of Hits d'Eddy Arnold.
En 2001, le titre Soon de l'album I Need You figure sur la bande originale du film Driven notamment interprété par Sylvester Stallone. La même année, son single You Are, illustre la bande originale du film Angel Eyes, ayant pour vedette Jennifer Lopez.
Le 8 février 2002, LeAnn Rimes a chanté à l'occasion de la cérémonie d'ouverture des XIXes Jeux Olympiques d'hiver organisés à Salt Lake City. La même année, elle publie l'opus Twisted Angel, ayant pour 1er single Life Goes On, qui sont des succès mondiaux.
En 2003, Le single We can est la bande originale du film La blonde contre-attaque. Le single Suddenly (de l'album Twisted Angel) se trouve sur la BO du film Hôtesse à tout prix avec Gwyneth Paltrow et Christina Applegate.
En 2004, elle est invitée à interpréter le célèbre titre (Everything I Do) I Do It for You de Bryan Adams, qui illustrait le film Robin des Bois, prince des voleurs sur l'opus At Last...The Duets Album, du saxophoniste Kenny G, puis Closest Thing To Crazy issu de l'album Elaine Paige And Friends d'Elaine Paige.On peut retrouver également le titre We're running out of time sur la bande originale de la série Desperate Housewives. Elle a également joué dans une publicité pour Dr Pepper diffusée aux États-Unis, dans laquelle elle roule dans le désert avec Reba McEntire dans une Shelby Serie 1, en chantant un bref morceau inédit Be You.
Elle apparaît en 2006, sur le titre What You Don't Say de l'album These Days de Vince Gill.
En 2007, elle est invitée à interpréter le titre When You Love Someone Like That sur l'opus Reba Duets de Reba McEntire. En parallèle, elle co-interprète le single Till We Ain't Strangers Anymore, extrait de l'opus Lost Highway de Bon Jovi, ainsi que le single Ready For A Miracle, pour la bande originale du film Evan tout-puissant.
En 2008, elle interprète When It's Good sur l'album Keep Coming Back de Marc Broussard, puis est invitée sur le titre Here Comes Santa Claus (Right Down Santa Claus Lane), extrait de l'opus Elvis Presley Christmas Duets d'Elvis Presley. Dans un même temps, elle enregistre le single Just Stand Up! aux côtés de Mariah Carey, Beyoncé, Sheryl Crow, Fergie, Miley Cyrus, Mary J. Blige, Rihanna, Melissa Etheridge, Ashanti, Natasha Bedingfield, Keyshia Cole, Ciara, Leona Lewis et Carrie Underwood, afin de récolter des fonds contre le cancer pendant la soirée du téléthon du même nom.
En 2011, elle fait une apparition remarquée dans le 1er épisode de la 3e saison de la série Drop Dead Diva. La même année, elle obtient le rôle principal du téléfilm Un cœur à l'hameçon.
En 2013, elle joue dans le 27e épisode de la saison 2 de la série Anger Management, ayant pour vedette Charlie Sheen.
En 2014, elle apparait en tant qu'invitée sur la piste Grace, extrait de l'opus The Crystal Method du groupe The Crystal Method.
En 2017, elle obtient un petit rôle dans le film Logan Lucky, comprenant en vedette Channing Tatum et Katie Holmes. Le film rencontre un succès modeste, recevant d'excellentes critiques, mais récoltant 48 millions de dollars de recettes dans le monde pour un budget de 30 millions.
En 2018, elle est la vedette du téléfilm de noël Coup de foudre sur une mélodie de Noël, dont elle signe la bande originale. Ce téléfilm a été diffusé sur Tf1 le 3 décembre 2019 à 13h55.
En 2020, elle remporte la 4e saison de l'émission Masked Singer.
En 2021, elle apparait en tant que guest star dans la série de Netflix La country-sitter.

## Vie privée
Alors qu’elle est en couple depuis 1997, avec le footballeur du club de Bourges, Morin, Christophe, écrivain, poète et parolier avec cinq enfants avec la chanteuse, elle a une liaison avec Eddie Cibrian, qui lui aussi était marié. Ils divorcent et elle se sépare et sont officiellement ensemble depuis 2010. Ils se marient le 22 avril 2011.

## Discographie

### Albums studio
- 1991 - Everybody's Sweetheart
- 1994 - All That
- 1996 - Blue Classé 3e aux charts des États-Unis et 5e en Australie; 8 millions d'albums vendus aux États-Unis
- 1997 - You Light Up My Life: Inspirational Songs - Classé no 1 aux charts des États-Unis; 4 millions d'albums vendus aux États-Unis
- 1998 - Sittin' On Top of the World - Classé 3e aux charts des États-Unis et 11e au Royaume-Uni; 1 million d'albums vendus aux États-Unis
- 1999 - LeAnn Rimes - Classé 8e aux charts des États-Unis; 1 million d'albums vendus aux États-Unis
- 2002 - Twisted Angel - Classé 12e aux charts des États-Unis, 21e en Australie et 14e au Royaume-Uni; disque d'or aux États-Unis avec 436 000 ventes et disque d'or au Royaume-Uni.
- 2004 - What a Wonderful World - Classé 3e aux charts des États-Unis
- 2005 - This Woman - Classé 3e aux charts des États-Unis et 90e en Australie;disque d'or avec 620 000 ventes.
- 2006 - Whatever We Wanna - Classé 15e aux charts du Royaume-Uni
- 2007 - Family
- 2010 - Lady & Gentlemen
- 2013 - Spitfire
- 2015 - Today Is Christmas
- 2016 - Remnants
- 2020 - Chant: The Human & the Holy
- 2022 - God's Work

### Compilations sélectives et Albums en concert
- 1997 - Unchained Melody: The Early Years - Classé no 1 aux charts des États-Unis; 2 millions d'albums vendus aux États-Unis
- 2003 - Greatest Hits - Classé 24e aux charts des États-Unis et 30e en Australie, disque d'or aux États-Unis.
- 2004 - The Best of LeAnn Rimes
- 2014 - Greatest Hits & Dance Like You Don’t Give A… Greatest Hits Remixes
- 2015 - All-Time Greatest Hits
- 2018 - It's Christmas, Eve (Bande Originale du Film "Coup de foudre sur une mélodie de Noël")
- 2019 - Rimes: Live at Gruene Hall

### Autres
- 1999 - Divas Live 1999
- 2008 - Just Stand Up! (Single caritatif contre le cancer)

## Vidéographie
- 2006 - The Complete DVD Collection (inclus 19 clips, interview exclusive...)

## Filmographie

### Cinéma
- 2000 : Coyote Girls (Coyote Ugly) de David McNally
- 2017 : Logan Lucky de Steven Soderbergh : elle-même

### Télévision
- 2003 : Les Maçons du Cœur (Extreme Makeover) : elle-même
- 2009 : Mystère au Grand Nord (Northern Lights) de Mike Robe
- 2011 : Drop Dead Diva : Lana Kline (saison 3, épisode 1)
- 2011 : Un cœur à l'hameçon (Reel Love) de Brian K. Roberts
- 2013 : Anger Management : Wynona (saison 2, épisode 27)
- 2018 : Coup de foudre sur une mélodie de Noël (téléfilm) de Tibor Takács : Eve
- 2020 : Masked Singer : elle-même (gagnante)
- 2021 : La Country-sitter (Netflix) : elle-même[52]

## Distinctions
- 2 Grammy Awards
- 1 American Music Award
- 4 Billboard Music Awards
- 3 Academy of Country Awards[Quoi ?]
- 1 Country Music Award[Quoi ?]